# Salinelles
Salinelles település Franciaországban, Gard megyében. Lakosainak száma 558 fő (2022. január 1.). Salinelles Aspères, Fontanès, Gailhan, Lecques, Saint-Clément, Sommières és Villevieille községekkel határos.

## Népesség
A település népessége az elmúlt években az alábbi módon változott:
| Lakosok száma | 261  | 276  | 355  | 446  | 552  | 572  | 573  | 554  | 553  | 558  |
|               | 1968 | 1982 | 1990 | 2006 | 2013 | 2015 | 2017 | 2019 | 2020 | 2022 |